# Mae Taeng (huyện)
Mae Taeng (tiếng Thái: แม่แตง) là một huyện (‘‘amphoe’’) ở phía bắc của tỉnh Chiang Mai phía bắc Thái Lan.

## Địa lý
Các huyện giáp ranh (từ phía bắc theo chiều kim đồng hồ) là Chiang Dao, Phrao, Doi Saket, San Sai, Mae Rim, Samoeng của tỉnh Chiang Mai và Pai của tỉnh Mae Hong Son.

## Lịch sử
Năm 1892, Khwaeng Mueang Kuet (เมืองกื้ด) được thành lập và được đổi tên thành Khwaeng Mueang Kaen (เมืองแกน) năm 1894. Năm 1907, đơn vị này được chuyển thành huyện (Amphoe) với tên San Maha Phon (สันมหาพน). Tên gọi đã được đổi thành Mae Tang năm 1939.

## Hành chính
Huyện này được chia thành 13 phó huyện (tambon), các đơn vị này lại được chia thành 128 làng (muban). Có hai thị trấn (thesaban tambon) - San Maha Phon nằm trên một phần của tambon San Maha Phon và Khilek; Mueang Kaen Phatthana nằm trên lãnh thổ toàn bộ ‘‘tambon’’ Cho Lae và một số khu vực của Intha Khin. Ngoài ra có 11 Tổ chức hành chính tambon (TAO).
| Số TT | Tên           | Tên tiếng Thái | Số làng | Dân số |  |
| ----- | ------------- | -------------- | ------- | ------ |  |
| 1.    | San Maha Phon | สันมหาพน        | 10      | 6.660  |  |
| 2.    | Mae Taeng     | แม่แตง          | 8       | 4.548  |  |
| 3.    | Khilek        | ขี้เหล็ก          | 10      | 9.609  |  |
| 4.    | Cho Lae       | ช่อแล           | 16      | 4.787  |  |
| 5.    | Mae Ho Phra   | แม่หอพระ        | 9       | 5.643  |  |
| 6.    | Sop Poeng     | สบเปิง          | 13      | 7.977  |  |
| 7.    | Ban Pao       | บ้านเป้า         | 7       | 4.029  |  |
| 8.    | San Pa Yang   | สันป่ายาง        | 5       | 4.637  |  |
| 9.    | Pa Pae        | ป่าแป๋           | 14      | 6.847  |  |
| 10.   | Mueang Kai    | เมืองก๋าย        | 5       | 1.938  |  |
| 11.   | Ban Chang     | บ้านช้าง         | 5       | 5.488  |  |
| 12.   | Kuet Chang    | กื้ดช้าง          | 8       | 5.834  |  |
| 13.   | Inthakhin     | อินทขิล          | 18      | 14.097 |  |